# Thiểu số tính dục
Nhóm thiểu số tính dục (tiếng Anh: sexual minority) là một nhóm người có bản dạng, xu hướng tính dục hay hoạt động tình dục không tương đồng với đa số mọi người trong xã hội xung quanh họ. Chủ yếu được sử dụng để chỉ các cá nhân không dị tính hoặc thuộc LGB, cụm từ này còn được sử dụng để nói về người chuyển giới, phi nhị nguyên giới (bao gồm giới thứ ba) hoặc liên giới tính.
Các biến thể như GSM ("Các nhóm thiểu số giới và tính dục"), GSSM ("Các nhóm thiểu số giới,tính dục và tình dục "), GSRM ("Các nhóm thiểu số giới, tính dục và luyến ái"), và GSD ("Đa dạng giới và tính dục") đã được xem xét trong học thuật, nhưng SGM ("Các nhóm thiểu số tính dục và giới") đã đạt được nhiều tiến bộ nhất kể từ năm 2014. Vào năm 2015, NIH (Viện Y tế Quốc gia Hoa Kỳ) đã thông báo về việc thành lập Văn phòng Nghiên cứu Thiểu số Tính dục và Giới và nhiều tổ chức chuyên nghiệp và học thuật đã áp dụng thuật ngữ này.
Nhóm thiểu số giới và tính dục là 1 thuật ngữ bao trùm cho các nhóm người được bao gồm trong từ viết tắt "LGBTI" (đồng tính nữ, đồng tính nam, song tính, chuyển giới và liên giới tính), và những người có xu hướng tính dục hoặc bản dạng giới khác. Nó bao gồm những người có thể không tự nhận mình là LGBTI (ví dụ: queer, đang tìm hiểu bản thân (questioning), (người) hai tâm hồn (two-spirit), vô tính, nam có quan hệ tình dục đồng giới với nam, giới đa dạng), hoặc những người có một tình trạng y tế cụ thể ảnh hưởng đến sự phát triển sinh sản (ví dụ: những cá nhân khác biệt hoặc bị rối loạn phát triển giới tính, đôi khi họ còn được gọi là liên giới tính).